# 콜드 브루 커피

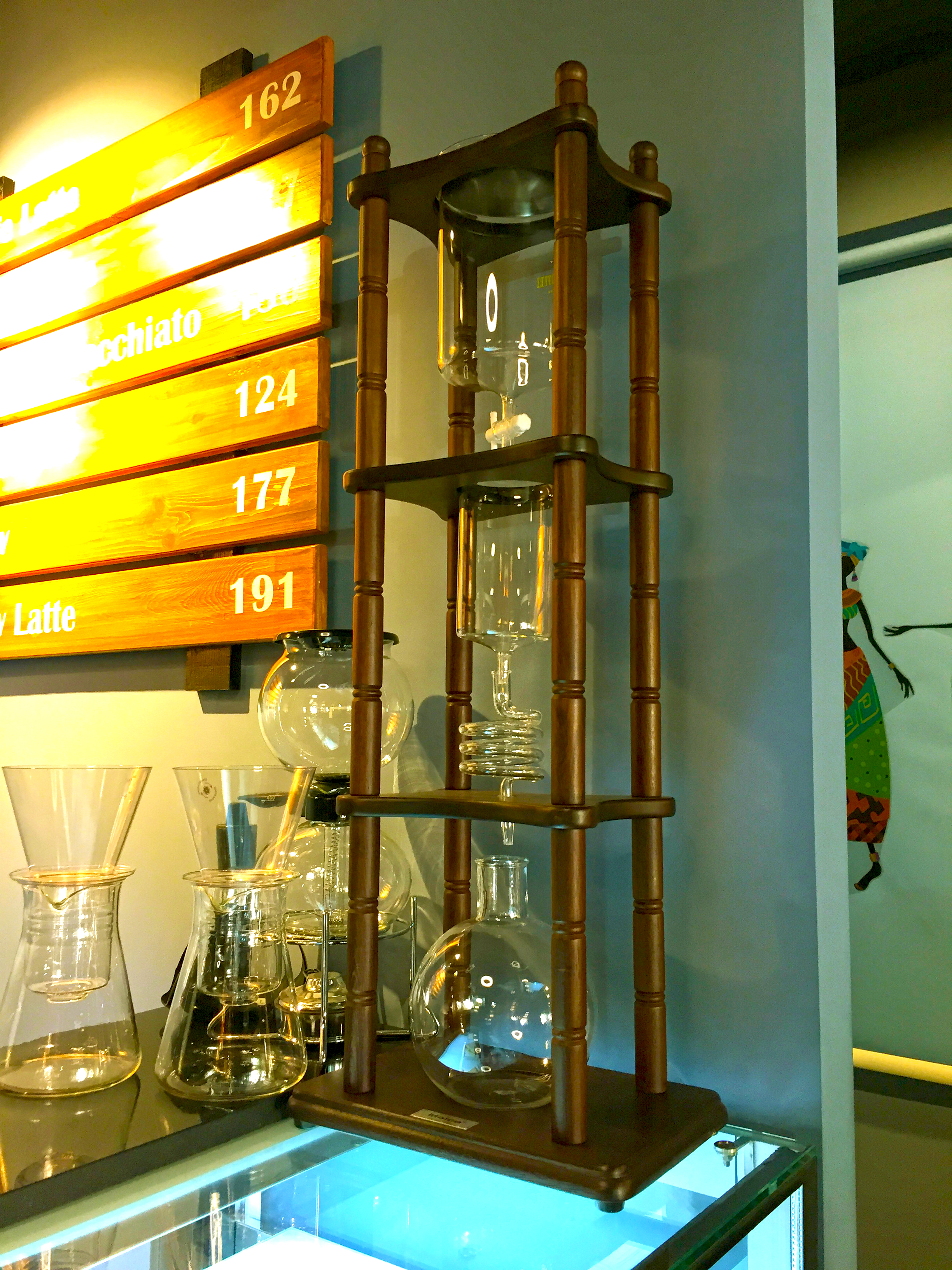
콜드 브루 커피 추출기

콜드 브루 커피(영어: cold brew coffee)는 찬물로 추출하는 커피를 말한다. 뜨거운 물로 우려내는 일반적인 커피가 몇 분 만에 커피를 뽑아낼 수 있는 것과 달리, 찬물로 추출하는 커피는 적게는 30분에서 많게는 12시간까지 오랜 시간에 걸쳐 우려낸다. 찬물에 우려내는 커피를 더치 커피(일본어식 영어: Dutch coffee, 일본어: ダッチ・コーヒー)라고 부르기 시작한 곳은 일본이다. 일본의 "더치커피"는 도시 전설과 같은 네덜란드 선원 이야기와 함께 대한민국으로 전해졌다. 이 외의 지역에서는 더치커피보다는 콜드 브루 쪽이 일반적인 명칭이다. 이 때문에 서구권에선 일본식 커피, 쿄토식 커피와 같은 명칭으로 불리기도 한다.

## 역사
커피를 찬물에 우려내는 방식은 일본에서 시작되었다. 17세기 무렵 일본은 네덜란드와의 교역 과정에서 커피를 받아들였고 당시 교토에서 처음으로 찬물로 우려내는 커피가 만들어졌다. 이를 근거로 일본에서는 네덜란드 선원들이 배에서 불을 피울 수 없어 찬물로 커피를 우려내는 방법을 개발하였고 일본 사람들이 이것을 받아들였다는 말을 하는 경우가 있지만 이 이야기는 근거가 없다. 근세 일본의 찬물로 우려낸 커피는 그리 대중적인 것이 아니었고 실제 콜드 브루 커피를 대중적으로 즐긴 것은 19세기 미국 쪽이다.
콜드 브루 커피의 역사 자체는 오래되었지만 그리 대중적인 방식은 아니었다. 오늘날 콜드 브루 커피의 유행은 1990년대 이후의 일로 미국 쪽이 먼저 시작하였으나 1990년대 말 일본에서 더치커피라는 이름과 함께 큰 붐이 일어난 뒤의 일이다.

## 특징
콜드 브루 커피의 가장 큰 특징은 더운 물에 우려낸 것과 다른 향을 지닌다는 점이다. 뜨겁게 우려낸 커피와 달리 콜드 브루 커피는 열기에 쉽게 휘발되어 버리는 다양한 향들이 보존되어 보다 풍부한 향을 낸다. 간혹 콜드 브루 커피가 건강에 긍정적 영향을 준다는 식의 주장을 볼 수 있지만 어떠한 것이건 식품이나 음료에 약효가 있다는 주장은 곧이 곧대로 받아들이면 안된다.

## 3세대 커피

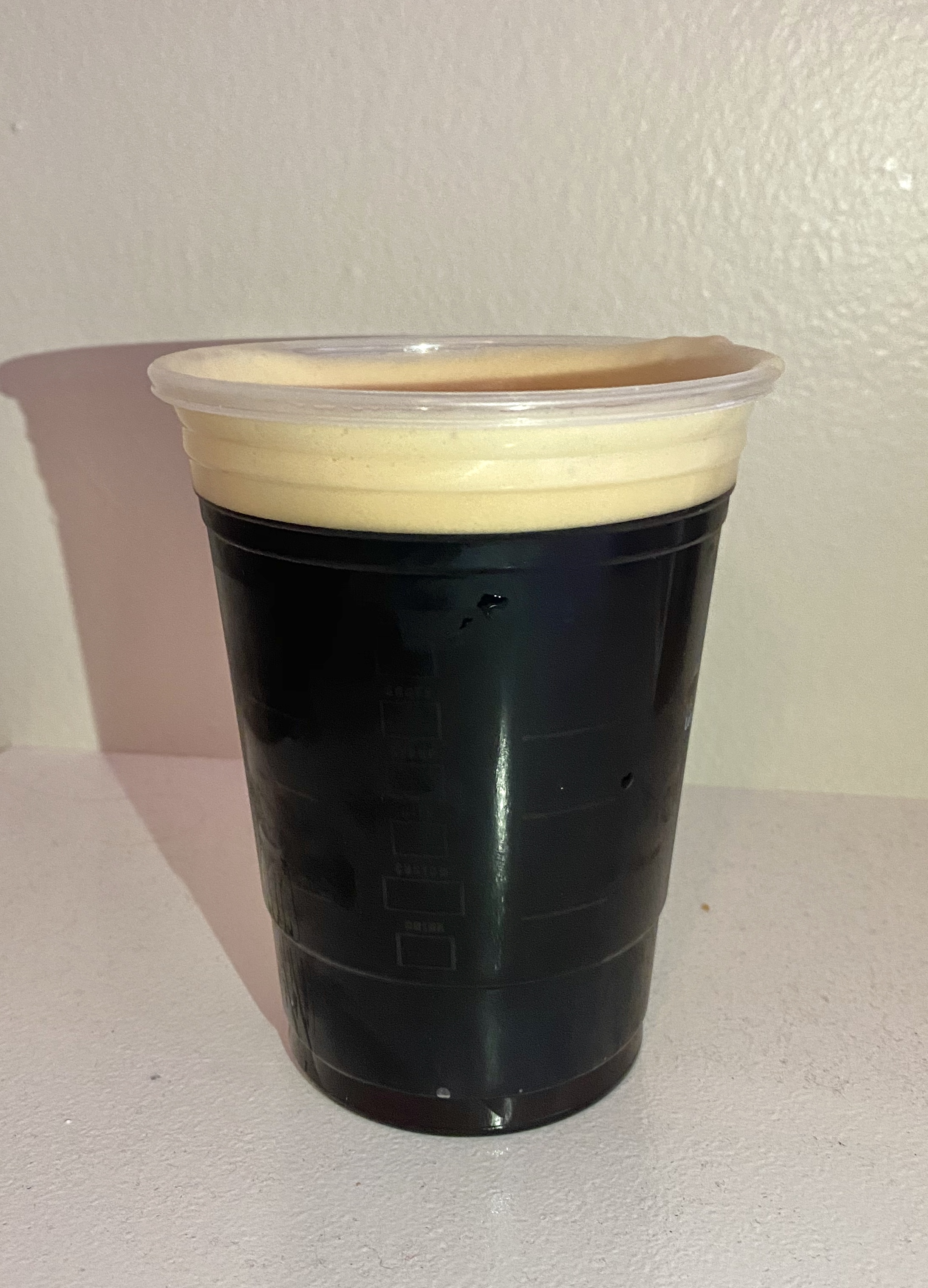
니트로 콜드 브루 커피

커피 문화의 세대를 나눌 때, 콜드 브루 커피는 가장 최근의 유행인 3세대로 분류된다. 근대 이후의 커피 문화에서 1세대는 가장 전통적인 커피로 공장에서 일괄 가공되어 판매되던 방식을 말하고, 2세대는 20세기에 들어 나타난 커피의 브랜드화로 산지에 대한 별도 표기, 로스팅에 대한 강조 등이 두드러진 것을 가리키며, 3세대는 커피의 풍미를 강조하는 것들이다. 콜드 브루 커피는 핸드 드립이나 익스프레소 등 뜨거운 물을 사용하는 방식에 비해 확연하게 다른 풍미를 강조하였기 때문이다.
콜드 브루 커피의 풍미를 강화하기 위해 질소를 추가하는 니트로 콜드 브루 역시 이러한 3세대 커피의 특징을 보여준다. 니트로 콜드 브루 커피는 2010년 이후 만들어지기 시작하였다.